# Zhou Yongkang
Zhou Yongkang (Wuxi, 12 de diciembre de 1942) es un político chino que fue un alto dirigente del Partido Comunista de China (PCCh).

## Biografía
Zhou nació en Wuxi, Jiangsu, en diciembre de 1942.  
Fue alcalde de Panjin en la provincia de Liaoning desde 1983 hasta 1985, y se desempeñó posteriormente en diferentes puestos públicos relacionados con el petróleo y el gas.  
En 1997, consiguió un puesto en el Comité Central del Partido Comunista. En marzo de 1997, fue nombrado Ministro de Tierras y Recursos en el gobierno del primer ministro Zhu Rongji.  
En 2000, sería nombrado Secretario del Partido en Sichuan, el puesto político más importante de dicha provincia. Dos años más tarde, volvería a un puesto nacional como Ministro de Seguridad Pública, posición que ocuparía hasta 2007. A partir de ese año sería miembro del 17° Comité Permanente del Buró Político del Partido Comunista de China (PSC) y Secretario del Comité Central Político y Legislativo.  
Se retiró de la vida política en el XVIII Congreso Nacional del Partido Comunista de China, a fines de 2012.  
En agosto de 2013, el partido comenzaría con una investigación por corrupción, y en diciembre sería detenido junto a su hijo y su nuera. Solo hasta julio de 2014, los medios estatales empezarían a hablar de una investigación interna dentro del partido, y a finales de ese año, hablarían de su arresto para enfrentarse a cargos criminales. Fue expulsado del partido, convirtiéndose en el primer miembro del Comité Permanente del Buró Político del Partido Comunista de China en ser expulsado desde la caída de la Banda de los Cuatro en 1980.  
En abril de 2015 se anunciaron los cargos, que serían de abuso de poder, soborno, y filtrar secretos oficiales. En junio se anunciaría la condena a cadena perpetua por los tres cargos. 